# Mallosia herminae
Mallosia herminae là một loài bọ cánh cứng trong họ Cerambycidae.